# Acide 3-amino-5-nitrosalicylique
L’acide 3-amino-5-nitrosalicylique est un composé chimique de formule C6H2(OH)(NH2)(NO2)COOH issu de la réaction de l'acide 3,5-dinitrosalicylique avec un ose réducteur réduisant le groupe 3-nitro (–NO2) en groupe 3-amino (–NH2).

Réduction de l'acide 3,5-dinitrosalicylique donnant l'acide 3-amino-5-nitrosalicylique.

Il s'agit d'un composé aromatique ayant une forte raie d'absorption à 540 nm.